# Sofitel
Sofitel è una catene di alberghi di lusso francese.
Gli alberghi sono diffusi in molti paesi del mondo: in Europa ci sono 32 alberghi, in America un totale di 17 alberghi, primeggia l'Asia 39 alberghi, l'Africa 23 alberghi, infine Oceania con 9 ed il Medio Oriente con soli 7 alberghi.

## Storia
Attualmente è gestita dalla Accor, quotata alla borsa di Parigi. Ha aperto la prima attività a Strasburgo nel 1964. La prima apertura all'estero fu a Minneapolis, USA nel 1974. Nel 1995 Sofitel possedeva 100 hotel in 40 paesi ed impiegava 12500 persone. Due anni dopo Sofitel divento parte del gruppo Accor, fondato nel 1967 e che nel 2000 aprì altre proprietà a Filadelfia e New York. Nel 2005, Sofitel continua l'espansione con l'apertura di Sofitel Asia Pacific. Nel 2007, Sofitel lanciò una nuova strategia per primeggiare nel settore degli alberghi di lusso, facendo leva sullo stile francese, culminato con lo slogan "Life is magnifique". Nell'anno successivo Sofitel diviene una divisione del gruppo Accor, gestendo 161 Hotel sotto diverse sigle. In 2009, vengono introdotti i nuovi brand "Sofitel Legends" e "SO by Sofitel".
La compagnia ha ricevuto diversi premi internazionali per il lusso e l'eleganza dell'offerta.